# Microphallus gracilis
Microphallus gracilis är en plattmaskart. Microphallus gracilis ingår i släktet Microphallus och familjen Microphallidae. Inga underarter finns listade i Catalogue of Life.